# Giraumont (Oise)
Giraumont é uma comuna francesa na região administrativa de Altos da França, no departamento de Oise. Estende-se por uma área de 3,55 km². Em 2010 a comuna tinha 558 habitantes (densidade: 157,2 hab./km²).